# تشارلز إي. واربورتون
تشارلز إي. واربورتون (بالإنجليزية: Charles E. Warburton)‏ هو صحفي أمريكي، ولد في 2 مارس 1837 في فيلادلفيا في الولايات المتحدة، وتوفي في 1 سبتمبر 1896 في اتلانتيك سيتي في الولايات المتحدة.